# Route nationale 2 (Cameroun)
Pour les articles homonymes, voir Route nationale 2.
La route nationale 2 est une route camerounaise reliant Yaoundé à la frontière gabonaise en passant par Mbalmayo et Ebolowa. Sa longueur est de 294 km,.